# Bernard Uchmański

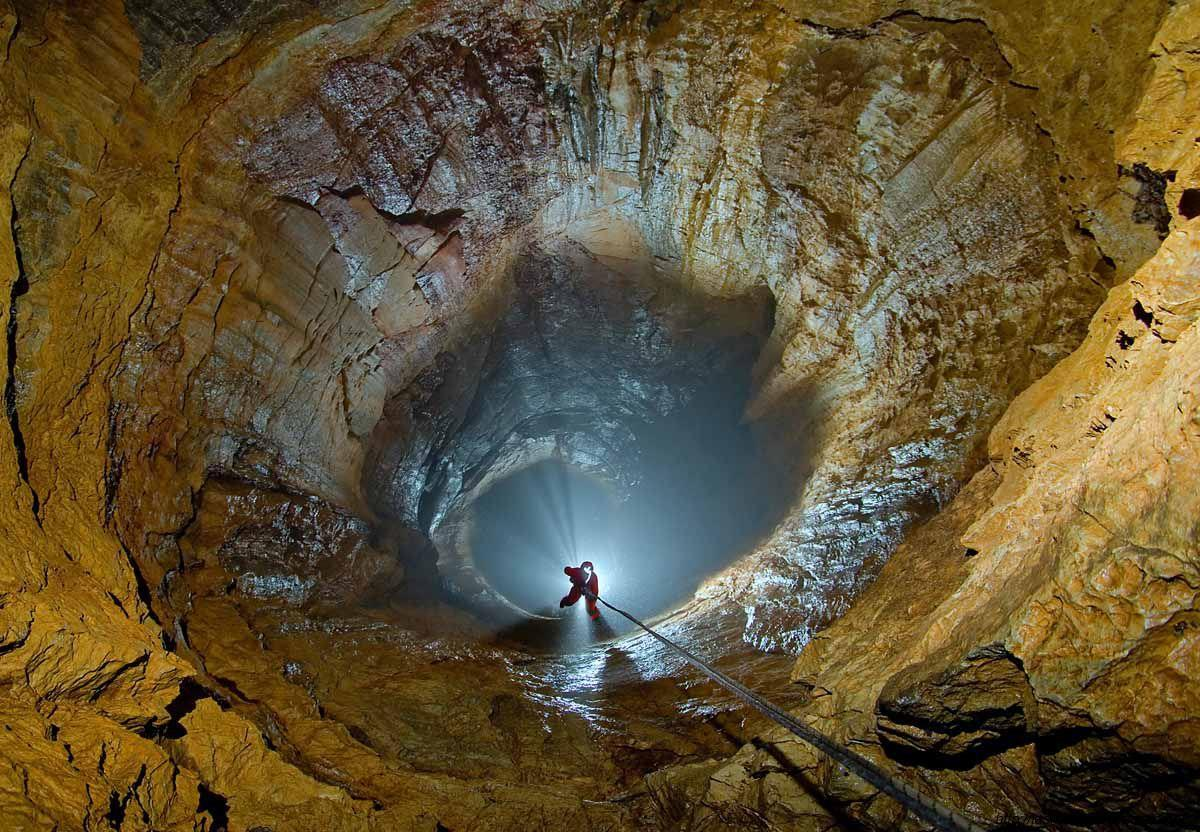
Wielka Studnia o głębokości 66 m w Jaskini Śnieżnej (zaznaczona niżej)

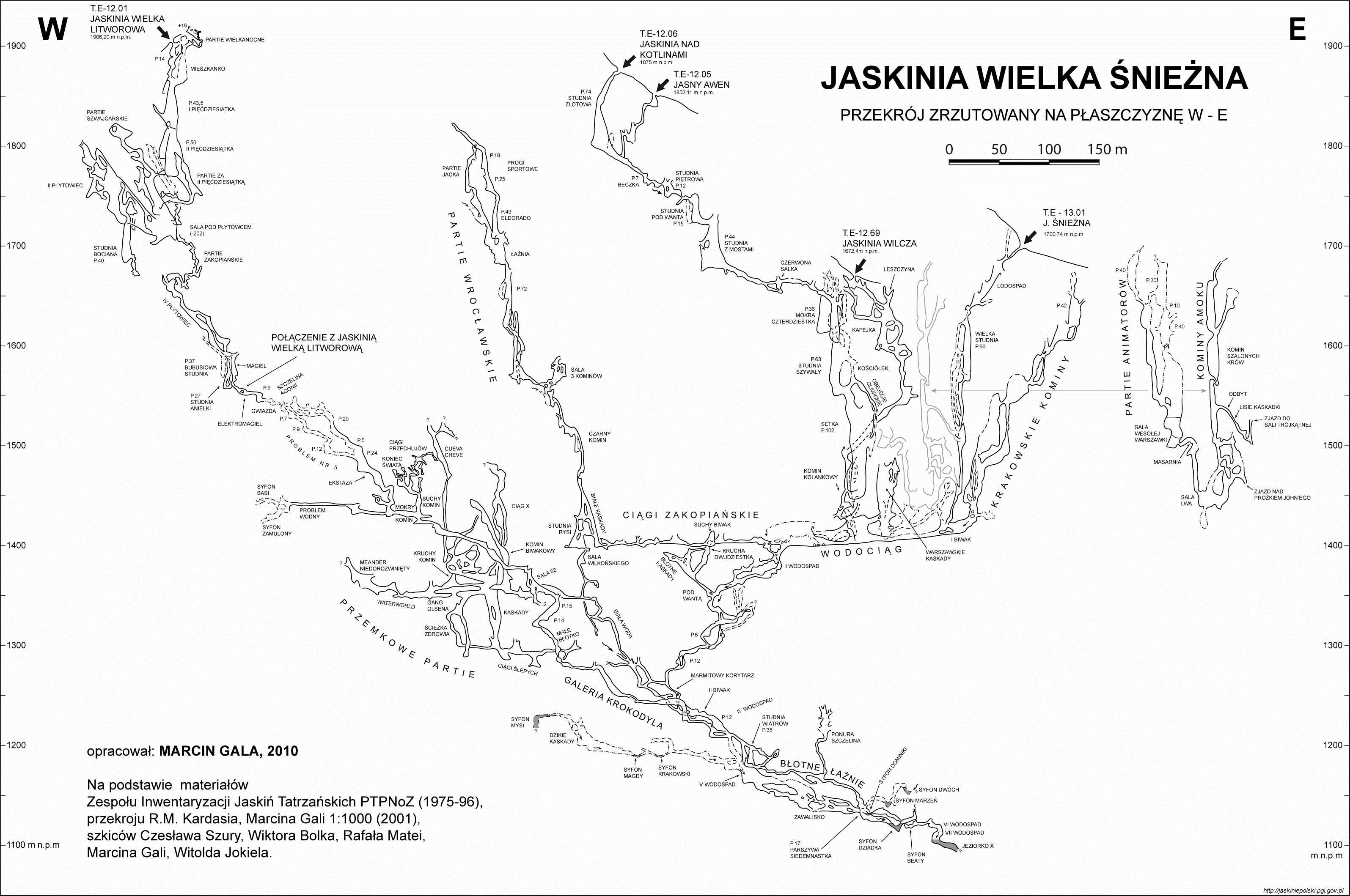
Przekrój Jaskini Wielkiej Śnieżnej w Tatrach, skala głębokości co 100 m,

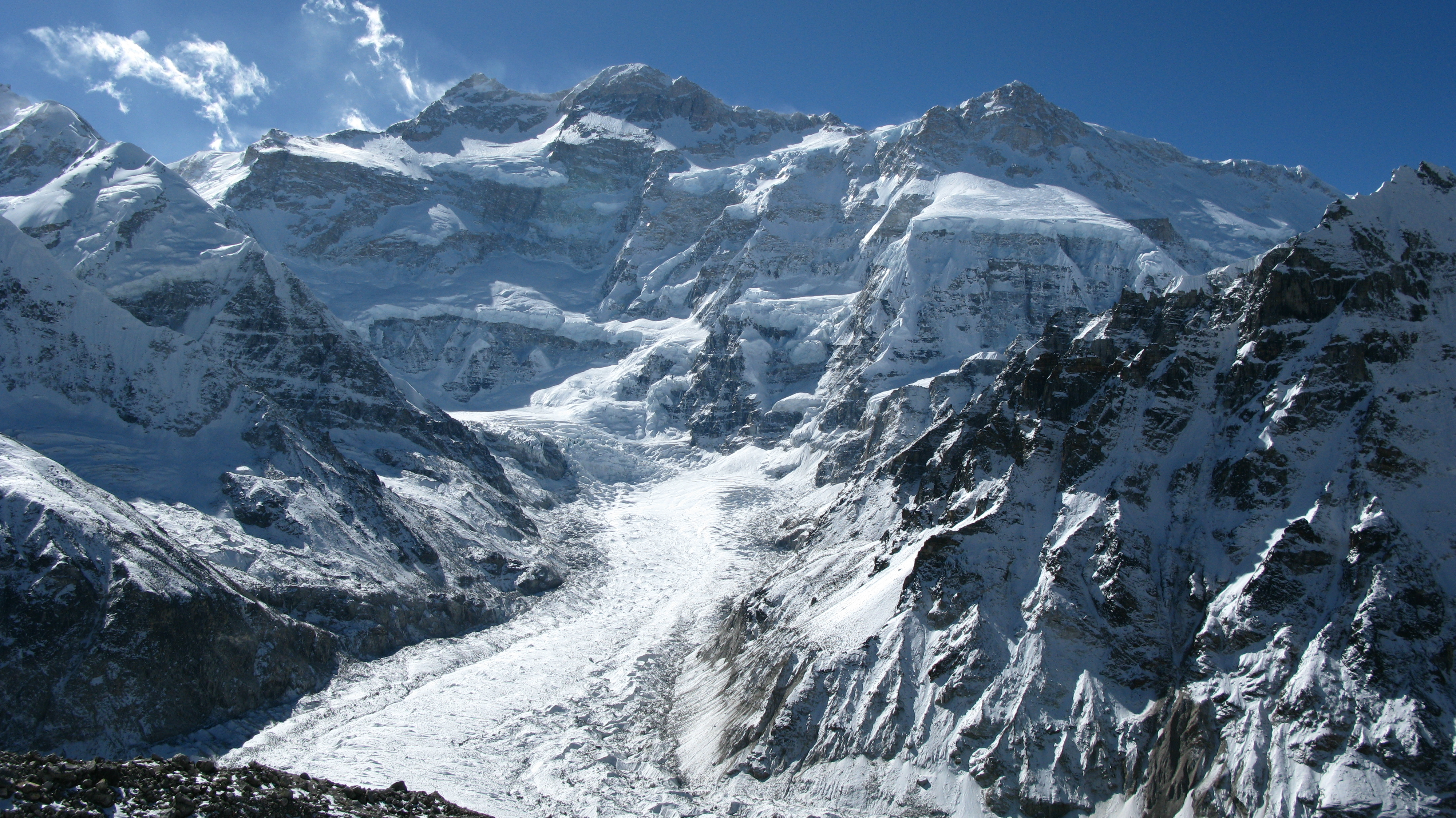
Masyw Kanczendzongi (główny szczyt 8586 m) widziany od strony zachodniej (nepalskiej) z obozu bazowego Pang Pema (5140 m),

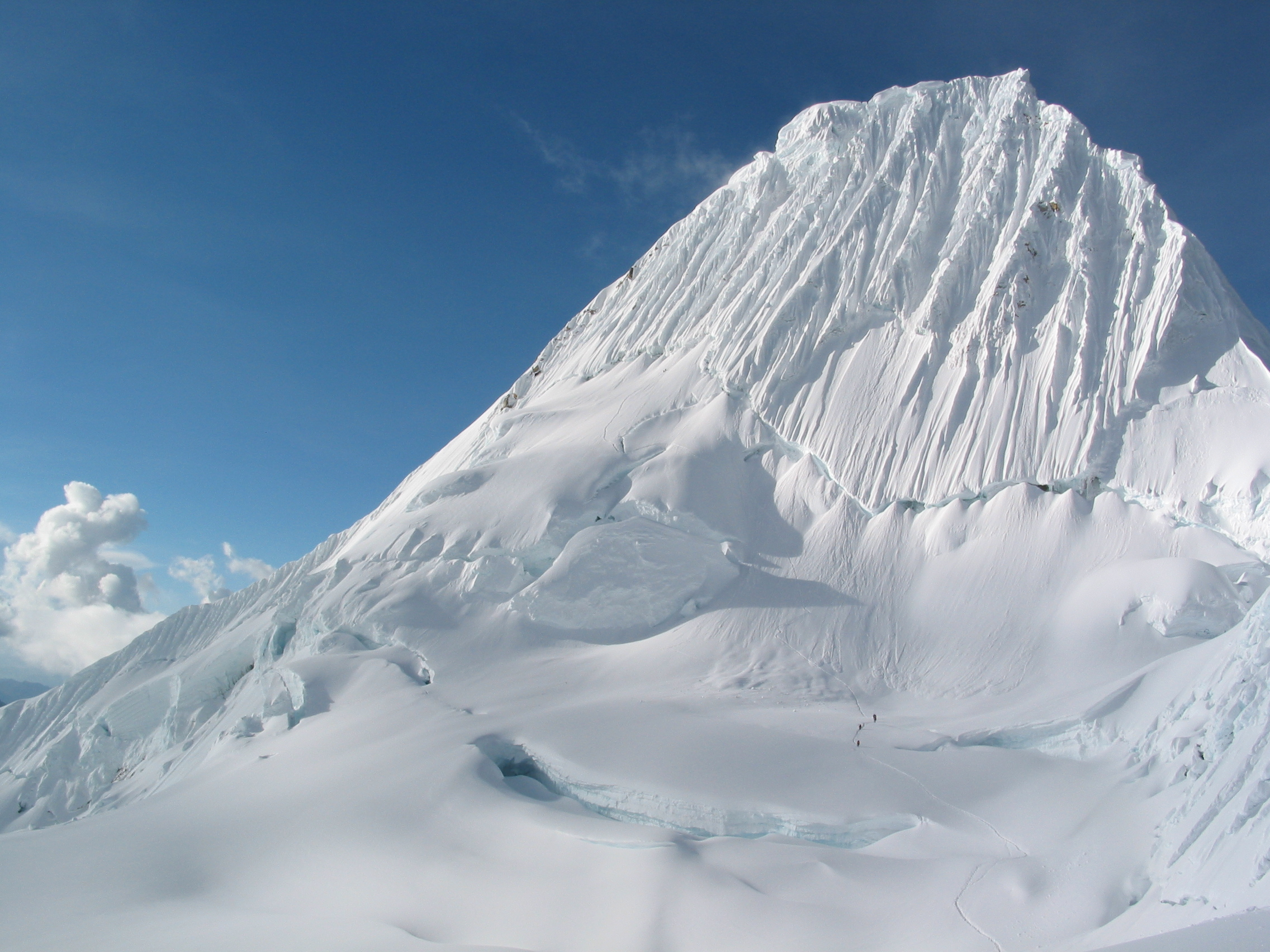
szczyt Alpamayo (5947 m) w Andach Peruwiańskich,

Bernard Uchmański (ur. 3 marca 1936 w Pruszkowie, zm. 8 czerwca 1995 pod szczytem Alpamayo w Andach Peruwiańskich) – polski inżynier hydrolog, taternik, alpinista, himalaista i grotołaz, fotograf, działacz na rzecz niepełnosprawnych intelektualnie dzieci.

## Życiorys
Maturę uzyskał w Liceum Ogólnokształcącym im. Tomasza Zana w Pruszkowie w 1953. Ukończył studia na Wydziale Budownictwa Wodnego Politechniki Warszawskiej. Specjalizował się w projektowaniu elektrowni wodnych. Pracował w biurze projektowym „Energoprojekt” w Warszawie. Po ogłoszeniu stanu wojennego był członkiem tajnej Komisji Zakładowej „Solidarność” od lutego 1982 do wiosny 1989.
W Tatrach wspinał się od 1955. Pasjonowało go zarówno taternictwo powierzchniowe, jak i podziemne. Przeszedł nowymi drogami wschodnią i czołową ścianę Mięguszowieckiego Szczytu (1964). Razem z Januszem Fereńskim i Joachimem Wachowiczem wyznaczył nowe drogi na północno-wschodniej ścianie Mnicha (1963 i 1964). Zaliczył nowe przejścia w Tatrach Zachodnich na ścianach Krzesanicy i Ciemniaka oraz zimą na południowo-wschodniej ścianie Raptawickiej Turni (1968). Publikował wspomnienia taternickie.
W 1961 razem z Januszem Onyszkiewiczem i Krzysztofem Zdzitowieckim dotarł na poziom -567 m w Jaskini Śnieżnej, wówczas najgłębszej w Tatrach. W 1962 uczestniczył w odkryciu nowych ciągów w Jaskini Czarnej, wtedy najdłuższej w Tatrach.
Na przełomie 1968 i 1969 kierował wspinaczkowym wyjściem z ówczesnego dna Jaskini Śnieżnej, co było rekordowym osiągnięciem. Wyprawa wrocławskiej Sekcji Grotołazów dokonała wspinaczkowego wyjścia od Syfonu Dominiki do otworu Jaskini Śnieżnej. Był to ówczesny rekord świata (640 m pomiędzy dnem a otworem wejściowym jaskini) we wspinaczce jaskiniowej bez korzystania z lin i drabinek. Członkami wyprawy byli także Roman Galar, Jerzy Masełko, Andrzej Ostromęcki, Kazimierz Piotrowski, Norbert Pospieszny i Marek Trzeciakowski. Wszyscy zostali odznaczeni Medalem za Wybitne Osiągnięcia Sportowe.
Brał też udział w wyprawach do jaskiń Bułgarii, Francji, Anglii, Walii, Belgii i Jugosławii. W Bułgarii osiągnął w 1958 rekord głębokości jaskiń, schodząc na dno Pticzy.
Zdobył szereg szczytów w Pamiro-Ałaju w 1969 i rok później jako kierownik wyprawy. Swój pierwszy, przez nikogo nie zdobyty pięciotysięcznik nazwał imieniem swojej matki, Stanisławy. Prowadził wyprawę w Górach św. Eliasza na Alasce w 1976. W 1978 był asystentem realizatora filmowego na wyprawie w Himalaje, która zdobyła południowy i środkowy wierzchołek Kanczendzongi. Zdobył wtedy wysokość 8000 m.
Jest autorem książki Polacy w górach Pamiro-Ałaju, wydanej w 1973 i rozdziału w Dwie Kangczendzongi, wydanej w 1983. Zajmował się publicystyką na tematy górskie. Był korespondentem „Słowa Powszechnego”. Jako fotograf górski otrzymał nagrody i wyróżnienia.
Był członkiem Klubu Wysokogórskiego Warszawa. W końcu lat 1950. wstąpił do Sekcji Grotołazów Wrocław. Później działał w Speleoklubie Warszawskim, którego członkiem honorowym został w 1980. W 1970 i 1974 otrzymał brązowy i srebrny Medal za Wybitne Osiągnięcia Sportowe.
Na pytanie o cel jego wypraw odpowiedział:

Pomogły poznać głębiej własną osobowość i zwalczyć własną słabość. Każdy szuka sam dróg służących doskonaleniu charakteru. Według mnie są dwie drogi: podróże po świecie i podróże w głąb siebie. Ja zostałem alpinistą, gdyż coś ciągnęło mnie do natury. Może dlatego, że przekonany jestem o tym, iż im człowiek bliższy jest natury, tym jest czystszy. Natura stawia surowe wymagania i człowiek zdany jest tam tylko na siebie w sprostaniu tym wymaganiom.

Zginął w 1995 w lawinie lodowej podczas wspinaczki na szczyt Alpamayo w masywie Kordyliera Biała w Peru. Wyprawę na „jakąś piękną górę” wybrał dla uczczenia czterdziestej rocznicy swojej pierwszej wspinaczki w podkrakowskich skałkach. Został pochowany na cmentarzu parafialnym w Pruszkowie-Żbikowie.

## Inne informacje
Ostatnie kilkanaście lat życia „z potrzeby służenia innym” poświęcił niemal w całości pomocy dzieciom niepełnosprawnym intelektualnie. Był współtwórcą polskiego Ruchu „Wiara i Światło” (zwanego „Ruchem Muminkowym”) od 1978. Był zaangażowany w powołanie wspólnoty Ruchu w Lublinie. Zamieszczał teksty w wydawnictwach poświęconych życiu chrześcijańskiemu. Ukazało się wspomnienie o Bernardzie Uchmańskim zatytułowane Do tańca, do różańca, do gór wysokich.
Był także żeglarzem i pływał po Bałtyku i Morzu Północnym. Zawsze nosił przy sobie organki.